# سمینول (تگزاس)
سمینول، تگزاس(به انگلیسی: Seminole, Texas) شهری در ایالت تگزاس از ایالات جنوبی ایالات متحده آمریکا است. در سرشماری سال ۲۰۰۰، جمعیت این شهر ۵۹۱۰ نفر اعلام شد.